# 香港電視娛樂劇集列表 (2020年代)
本條目列出香港電視娛樂／MakerVille或相關公司於2020年代製作的劇集，關於香港電視娛樂 ／MakerVille有份投資的劇集或外購劇集，請參閱香港電視娛樂外購劇集列表。

## 2020年
| 首播日期 | 集數 | 地區 | 劇名     | 主演 | 監製                 | 編審                                          | 備註                                                                                 |
| 1月23日  | 15   | 香港 | 好人好姐 | 劉美君、江若琳、江芷銦、沈震軒、雨 僑、張建聲、羅 霖 | 伍健雄 劉美君        | 林熹瞳                                        | 外判劇集（本地製作有限公司）                                                         |
| 3月2日   | 10   | 香港 | 二月廿九 | 吳海昕、劉俊謙、徐天佑、岑珈其、麥可怡、李 敏、張凱娸、張松枝、何啟華、柯煒林 | 羅嘉駿               | 黃智揚                                        |                                                                                      |
| 4月13日  | 20   | 香港 | 打天下   | 歐錦棠、談善言、江熚生、文頌嫻、葉麗娜、張建聲、朱栢康、王頌茵、萬斯敏、楊英偉、何華超、林泳淘、李潤祺、黃溢濠、黎梓駿 特別客串：倉田保昭、魔裟斗                                                                             | 歐錦棠 高林豹        | 歐錦棠                                        | 外判劇集（好點子製作有限公司）                                                       |
| 5月11日  | 15   | 香港 | 歎息橋   | 林保怡、周家怡、衛詩雅、陳奐仁、伍詠薇、秦 沛、潘燦良、岑珈其、楊偲泳、陳健朗、談善言、黃定謙、黃溢濠、唐 寧、艾 威、凌文龍、陸駿光、劉兆銘、梁諾妍、易健兒、劉皓嵐、張慧儀、郭 鋒、周祉君、李思函                            | 林保怡               | 黃綺琳                                        | PCCW Media Group、優酷信息技術 (北京) 有限公司聯合製作                               |
| 6月29日  | 20   | 香港 | 地產仔   | 邱士縉、吳肇軒、廖子妤、胡子彤、徐浩昌、鄭浩南、朱慧敏、陳穎欣、麥子樂、余香凝、徐頴堃、強 尼、岑樂怡、郭嘉駿、張達明、鄒凱光、鄭雪兒、Artem Ansheles、岑珈其、張文傑、林家熙、劉沛蘅、趙永洪、徐廣林、陳婉婷、丘翊鵬、林子博 | 徐遇安 鄧維弼        | 徐梓耀 黃梓沛 Mint @ One Cool Avis @ One Cool | 首部以ViuTV原創劇冠名劇集 香港電視娛樂、天下一電視製作部、寰亞公司電視製作部聯合製作 |
| 9月28日  | 20   | 香港 | 熟女強人 | 吳家麗、胡杏兒、吳千語、沈卓盈、陸詩韻、何佩瑜、曾樂彤、黃錦燊、朱栢康、傅 穎、栢天男、駱振偉、劉浩龍、孫佳君、黃愷傑、洪卓立、楊天宇、朱鑑然、張松枝、吳浩康、陳逸寧、黃奕晨、張建聲、陳郁憲、蔡宛珊                         | 伍健雄               | 黃育德                                        | 外判劇集（本地製作有限公司）                                                         |
| 10月26日 | 20   | 香港 | 暖男爸爸 | 鄭中基、張可頤、文凱玲、章尾而、強 尼、陳俞希、邵仲衡、陳子豐、駱振偉、區嘉雯、楊偲泳、劉 江、李昭南、羅沛琪、岑樂怡、沈殷怡、王頌茵、曾贊學、蔡寶欣、陳炳銓、李建邦 特別演出：姬素．孔尚治、余香凝                           | 戚家基 何劍雄 譚靜顏 | 戚家基                                        | ViuTV原創劇 外判劇集（榕樹頭製作有限公司）                                           |
| 11月23日 | 20   | 香港 | 男排女將 | 鄧麗欣、顧定軒、陳卓賢、盧瀚霆、呂爵安、邱傲然、柳應廷、陳宇琛、梁 業、王智德、李駿傑、郭嘉駿、沈殷怡、陳子豐、余潔、何詠堤、李爾晨、胡卓希                                                                                   | 張志光 陳淑賢        | 張之彥                                        | ViuTV原創劇 外判劇集（香港劇本工場有限公司） 因疫情關係至2020年6月完成拍攝           |

## 2021年
| 首播日期 | 集數 | 地區     | 劇名             | 主演 | 監製          | 編審         | 備註                                                                                 |
| 1月18日  | 15   | 香港     | 太平紋身店       | 周秀娜、黃德斌、林德信、駱振偉、陸駿光、吳綺莉、姜 濤、譚凱倫、李 賞、張松枝、朱栢康、林耀聲、陳子豐、郭偉亮、邵仲衡、張 雷、郭奕芯、和泉素行、陳 爽、劉雅麗、伍詠詩、陳郁憲、楊樂文、邱傲然、吳保錡、吳啟洋、葉振弘、沈殷怡、曾贊學 特別客串：柏天男 | 湯皓浚        | 李 敏 小自由 | ViuTV原創劇 原為合拍劇（新加坡新傳媒），後因2019冠狀病毒病疫情而改為自製原創劇集製作 |
| 4月5日   | 20   | 香港     | 無限斜棟有限公司 | 盧慧敏、陳卓賢、黃定謙、葉 童、吳家麗、太 保、袁富華、葛民輝、蘇麗珊、區嘉雯、黃光亮、高翰文、陳桂芬、張建聲、何華超、陳子豐、陳俞希、沈殷怡、郭嘉駿、蔡宛珊、陳安立、譚凱倫                                                                          | 林淑賢 巢志豪 | 許 賢 蘇致豪 | ViuTV原創劇                                                                          |
| 4月5日   | 5    | 香港     | YOLO的練習曲     | 郭爾君、黃曉文、吳家忻、陳苡臻、歸南茜、麥可怡、陸詩晴、張蔓姿、蘇凱倫、陳安榆、連 花、陳明慧、李冠渝、潘玲、敖可凝、李晨嘉、王俊雅、戴 月、李海銅、李善敏                                                                                            |               |              | 以《5周年別注》名義播出 真人騷／單元劇                                               |
| 6月28日  | 15   | 香港     | 大叔的愛         | 黃德斌、盧瀚霆、呂爵安、邱士縉、徐㴓喬、楊偉倫、簡慕華、陳子豐、黃奕晨、練美娟 | 盧思麟        | 盧思麟       | 購入日本《大叔的愛》版權重新拍攝                                                     |
| 9月13日  | 20   | 台港合拍 | 超感應學園       | 蔡凡熙、劉奕兒、姜 濤、盧瀚霆、林思廷、百 白、洪群鈞、李相林、石承鎬、陳廷軒 | 唐在揚 林淑賢 |              | 合拍劇（台灣興揚電影有限公司、台灣八大電視） 於2021年8月7日起在八大戲劇台首播        |
| 12月20日 | 15   | 台港合拍 | 塵沙惑           | 張榕容、莊凱勛、劉冠廷、李銘忠、邱士縉、魏 蔓、黃志瑋、范瑞君、黃薇渟 | 唐在揚 林淑賢 |              | 合拍劇（台灣嘉揚電影有限公司、台灣威望國際）                                         |

## 2022年
| 首播日期 | 集數 | 地區 | 劇名         | 主演 | 監製          | 編審                 | 備註                                                    |
| 1月10日  | 20   | 香港 | IT狗         | 凌文龍、陳漢娜、楊樂文、岑珈其、陳湛文、余逸思、陳瑞輝、彭秀慧、邱士縉、周祉君 | 羅耀輝 林淑賢 | 李卓風 唐翠萍        | ViuTV原創劇                                             |
| 3月7日   | 10   | 香港 | 940920       | 劉俊謙、吳海昕、徐天佑、岑珈其、梁天尺、鄭文熙、關永宇、蘇欣婷、麥可怡、李 敏、張凱娸、黃溢濠、張右雨、李炘頤、周祉君 特別客串：簡慕華、蘭 茜、張敬軒、余子明、谷祖琳、七仙羽、朱栢康、游學修、鄧麗英、MC $oHo & KidNey                                            | 羅嘉駿        | 黃智揚               | ViuTV原創劇 《二月廿九》班底製作                        |
| 3月21日  | 15   | 香港 | 反起跑線聯盟 | 梁詠琪、潘燦良、周家怡、強 尼、袁富華、陳欣妍、林家熙、練美娟、梁 業、岑珈其、袁綺雯、薛國斌、李炘頤、張敬仁 特別客串：陳曼娜、張建聲 | 黃子桓 郭嘉敏 | 朱鳳嫻               | ViuTV原創劇 外判劇集（蜚星製作有限公司）                |
| 5月30日  | 30   | 香港 | 冥冥之中     | 郭羨妮、劉心悠、栢天男、潘燦良、蘇志威、王 維、袁綺雯、李天翔、陳嘉倩、吳啟洋、岑樂怡、駱振偉、劉 江、呂 熙、陳偉洪、陳安立、黃奕晨、張沛樂、羅沛琪、李昭南、王頌茵、伍詠詩、詹朗林、陳郁憲、曾贊學、虞逸峯、顏子菲、林 善、張滿源、李曼筠、阮德鏘、梁又仟、張敬仁 | 黃偉賢        |                      | ViuTV原創劇 外判劇集（天紫國際集團有限公司）            |
| 7月11日  | 10   | 香港 | I SWIM       | 呂爵安、魏浚笙、吳海昕、袁澧林、邱士縉、楊偉倫、王智騫、王智德、P1X3L、黃奕晨、羅允芝、植詠珊、陳月媚、梁嘉進、毛曄穎、范麒智、江卓科 特別演出：陳毅燊、林家熙、梁 業、朱鑑然、羅永昌                                                                              | 馮志強        | 馮志強 黃立德        | ViuTV原創劇 外判劇集（天映製作有限公司）                |
| 10月3日  | 15   | 香港 | 野人老師     | 鄭丹瑞、邱士縉、陳瑞輝、談善言、沈殷怡、陳宇琛、敖嘉年、羅允芝、李 敏、何洛瑤、楊 淇、鍾慧冰、陳郁憲、張 雷、丁 羽、河國榮、方健儀、黃錦燊 | 湯皓浚 陳淑雯 | 陳雅莉               | ViuTV原創劇 外判劇集（自由製作有限公司）                |
| 10月24日 | 15   | 香港 | 季前賽       | 姜 濤、陳卓賢、呂爵安、邱士縉、張繼聰、梁 業、葛綽瑤、陳安立、吳啟洋、黃定謙、葉振弘、強 尼、練美娟、李 敏、蔡穎恩、童愛玲、歐錦棠、袁富華、岑珈其、潘福行、羅永昌 （依照官方海報排序）                                                                            | 袁劍偉 陳健鴻 | 袁劍偉               | ViuTV原創劇 外判劇集（12製作有限公司）                  |
| 11月14日 | 15   | 香港 | 繩角         | 江𤒹生、楊樂文、駱振偉、王智德、林愷鈴、蘇麗珊、梁祖堯、湯駿業、邱傲然、練美娟、李健宏、徐浩昌、譚凱倫、鄺旨呈、和泉素行、馮素波、何華超、KB、曾贊學 | 盧思麟 陳淑雯 | 林木森 關震宇 盧思麟 | ViuTV原創劇 改編自同名漫畫 外判劇集（啓眾娛樂有限公司） |
| 12月5日  | 15   | 香港 | 百萬同居計劃 | 盧瀚霆、黃德斌、簡慕華、柳應廷、魏浚笙、徐㴓喬、練美娟、陳俞希、霍俊邦、鄧麗英、陳子豐、黃可盈、蔡寶欣、劉 江 | 盧思麟 陳淑雯 | 陳奕曉 傅玉成        | ViuTV原創劇 外判劇集（啓眾娛樂有限公司）                |
| 12月26日 | 20   | 香港 | 心靈師       | 李璨琛、劉蘊晴、姜文杰、何啟華、陳嘉倩、楊詩敏 特別演出：林明禎 | 李璨琛 王延明 | 鍾盛遠               | ViuTV原創劇 外判劇集（秀酷（國際）有限公司）            |

## 2023年
| 首播日期 | 集數 | 地區 | 劇名                 | 主演 | 監製          | 編審   | 備註                                                              |
| 1月23日  | 10   | 香港 | 大誠實家             | 蔡瀚億、何啟華、王智德、徐㴓喬、李 敏、黃正宜、黎濟銘、陳子豐、朱栢謙、和泉素行、王雍泰、陳桂芬 | 譚奕謙        | 黃智揚 | ViuTV原創劇                                                       |
| 2月6日   | 8    | 香港 | 殺手廢J              | 陳湛文、袁澧林、陳海寧、陳毅燊、程人富、羅永昌、楊偉倫、火火、陳子豐、胡子彤、李凱賢、柳俊江、鄧子超、李天翔、和泉素行、練美娟 | 賀志良        | 麥可暉 | ViuTV原創劇 無制限OT編集団製作                                      |
| 3月27日  | 15   | 香港 | 和解在後             | 趙善恆、蘇雅琳、梁祖堯、袁綺雯、李 敏、岑珈其、何洛瑤、谷德昭、柯煒林、馬俊怡、黃溢濠、強 尼、駱振偉、陳俞希、練美娟、黃奕晨、李昭南、王頌茵、曾贊學、王 維、周祉君、顧定軒、袁富華、張滿源、孫詠軒、林泳淘、林堡熙、張松枝、倪安慈 特別演出：尹 光、李麗珍、廖子妤、趙頌茹、楊偉倫、程人富、譚杏藍 | 謝衍峰 張遨揚 | 章彥琦 | ViuTV原創劇 外判劇集（Vlogger Entertainment Limited、恆常工作室） |
| 4月17日  | 20   | 香港 | 極度俏郎君           | 姜皓文、宣 萱、張慧儀、ERROR、強 尼、周祉君、練美娟、陳泳伽、王家晴、葛綽瑤、P1X3L、陳子豐、蔡寶欣、陳穎欣、黎彼得、張文傑、李凱賢、羅浩銘、雷有輝、丁珮筠 | 陳翹英 梁崇勳 | 陳翹英 | ViuTV原創劇                                                       |
| 8月28日  | 15   | 香港 | 那年盛夏我們綻放如花 | 歐鎮灝、邱彥筒、張毓軒、張迪文、葉振弘、葛綽瑤、陳焯嵐、郭東彩、戴玉麒、蔡承恩、李嘉毅、余子穎、許月湘、陳傑奇、黃偉聰、杜曦駿、蔡曉童、歸綽嶢 聯合演出：陸駿光、駱振偉、陳穎欣、陳湛文、黃文慧、朱柏謙、盧鎮業、黃溢濠、林子傑、洪嘉豪 特別演出：王丹妮                                            | 林淑賢 劉妍彤 | 何肇康 | ViuTV原創劇 改編自網絡小說《已讀不回死全家》                      |
| 9月18日  | 15   | 香港 | Food Buddies         | 柯煒林、談善言、衛詩雅、蘇皓兒、吳肇軒、唐浩然、伍詠詩、郭思、米露迪、李凱賢、黎峻、丘萬成、洪助昇、白只 | 葉鎮輝        | 羅佩清 | 由電訊盈科旗下公司Studio VO製作和出品                             |
| 10月30日 | 20   | 香港 | 冰上火花             | 陳卓賢、張芷澄、林愷鈴、江𤒹生、沈貞巧、楊樂文、黃奕晨、朱鑑然、黃溢濠、林家熙、馬檇鏗、王智騫、郭爾君、袁富華、柯煒林、朱栢謙、廖子妤、陳毅燊、岑樂怡、黃可盈、徐㴓喬、林耀聲、黃華和、李楓 | 文佩卿        |        | ViuTV原創劇                                                       |
| 11月27日 | 15   | 香港 | 社內相親             | 盧瀚霆、呂爵安、陳漢娜、沈殷怡、羅家英、麥沛東、陳俞希、葛綽瑤 |               | 張之彥 | 改編自韓國劇集《社內相親》                                        |
| 12月18日 | 20   | 香港 | 法與情               | 謝安琪、葉 璇、余安安、陳 靜、賈曉晨、關智斌、劉浩龍、李芯駖、陸駿光、陳秀珠、鄭 融、陳妃頤、顏柏霖 | 伍健雄        | 曉華   | ViuTV原創劇 外判劇集（本地製作有限公司）                          |

## 2024年
| 首播日期 | 集數 | 地區 | 劇名                  | 主演 | 監製           | 編審          | 備註                                                     |
| 2月12日  | 30   | 香港 | 飛黃騰達              | 吳啟洋、歐鎮灝、蘇雅琳、黃浚銘、黎展峯、陳安立、張達倫、胡卓希、楊安妮、何洛瑤、許寶恆、洪助昇、徐浩昌、陳曼娜、譚凱倫                             | 張志光、陳淑賢 | 張志光        | ViuTV原創劇                                              |
| 3月25日  | 15   | 香港 | 瑪嘉烈與大衛系列 絲絲 | 廖子妤、陳湛文、衛詩雅、傅孟柏、吳啟洋、麥詠楠、鍾雪瑩、何華超、李 敏、盧鎮業、梁雍婷                                                              | 南方舞廳       | 南方舞廳      | ViuTV原創劇 《瑪嘉烈與大衛系列 綠豆》續篇 改篇自同名小說 |
| 4月15日  | 20   | 香港 | 打天下2               | 歐錦棠、談善言、江𤒹生、邱傲然、郭奕芯、鍾舒漫、王頌茵、葉振弘、駱振偉、施瑋延、李潤祺、倪秉郎、黃文慧、龍天生 特別演出：武田梨奈、劉慕裳          | 歐錦棠         | 歐錦棠 陳偉揚 | ViuTV原創劇 《打天下》續集                               |
| 6月24日  | 10   | 香港 | 無人之境              | 周家怡、周國賢、王家晴、李炘頤、駱振偉、陳子豐、曾贊學、劉錫賢、陳安立、王頌茵、黃靖濤                                                             | 陳英尉         | 黎貝彤        | ViuTV原創劇                                              |
| 7月8日   | 15   | 香港 | 島嶼協奏曲            | 鄧麗欣、邱士縉、毛曄穎、何洛瑤、樊沛珈 | 卓翔 黃綺琳    | 許志堅 卓寶蘭 | ViuTV原創劇                                              |
| 8月12日  | 15   | 香港 | 反起跑線聯盟2         | 朱 茵、周家怡、潘燦良、強 尼、梁 業、陳欣妍、蘇皓兒、林家熙、袁富華、張敬仁、薛國斌、梁詠琪、張曦晨、徐立德、植海維、王予殷、張晉樂、孫詠軒、林 靖 |                | 黃子桓 鄭嘉敏 | ViuTV原創劇 《反起跑線聯盟》續集                         |
| 9月23日  | 15   | 香港 | 十七年命運週期        | 楊樂文、廖子妤、陳健朗、李 敏、張可欣、陳書昕、林漢忠、鄭學謙 友情客串：姜濤                                                                       | 羅嘉駿         | 黃智揚        | ViuTV原創劇 《940920》製作班底                           |
| 10月14日 | 20   | 香港 | 出租大叔              | 強 尼、陸駿光、陳子豐、張達倫、邱頌偉、沈貞巧、李芯駖、張紋嘉、陳嘉寶、陳安瑩、高翰文、楊淇、林耀聲                                                | 湯皓浚         | 陳雅莉        | ViuTV原創劇                                              |
| 12月23日 | 20   | 香港 | 無用的謊言            | 姜濤、邱士縉、葛綽瑤、駱振偉、鍾卓穎、楊詩敏、郭嘉駿、黃奕晨、許寶恆、陳俞希、雷濠權                                                               | 梁栢堅         | 譚廣源        | 改編自韓國劇集《無用的謊言》                             |

## 2025年
| 首播日期 | 集數 | 地區     | 劇名               | 主演 | 監製          | 編審                 | 備註                                              |
| 1月20日  | 15   | 香港     | 老是常出現         | 劉江、石修、張雷、陳湛文、陳毅燊、劉沛蘅、米雪、曾偉明、吳浣儀、駱振偉、李敏                                                                                 | 潘嘉德        |                      | ViuTV原創劇 由Studio VO製作和出品                 |
| 2月10日  | 20   | 香港     | 弊傢伙！我要去祓魔 | 強 尼、王頌茵、岑樂怡、柯煒林、梁雍婷、盧鎮業、米露迪、黃溢濠、張紋嘉、黃奕晨、莊韻澄、李建邦、林子傑                                                        |               | 戚家基               | ViuTV原創劇                                       |
| 3月31日  | 12   | 香港     | 三命               | 蘇家樂、陳國邦、伍詠詩、林愷鈴、周秀娜、袁富華、子彤、何啟華、張錦程、黃奕晨、陸駿光、張文傑                                                                 |               | 杜琪峯 游乃海 朱淑儀 | ViuTV原創劇                                       |
| 4月14日  | 15   | 香港     | 麻甩媽咪           | 余香凝、黃德斌、陳瑞輝、沈貞巧、邱傲然、陳輝虹、陳秀珠、黃文慧、陳安瑩、岑樂怡、陳子豐、許寶恆、麥芷誼、趙伊禕、王瑋程                                       | 羅韻貽        | 吳凱恩 羅韻貽        | ViuTV原創劇                                       |
| 5月5日   | 15   | 日港合拍 | 哪一天我們會紅     | 邱彥筒、許 軼、張毓軒、蘇振維、鄧 濤、岑珈其、謝咏欣、林宣妤、麥沛東、梁仲恆、張達明、楊偉倫、田啟文、蔡瀚億、陳琬瑜、黎濟銘、戴玉麒、黃溢濠、李琛瑜、林熙彤 | 李卓風 唐翠萍 | 陳偉楊               | ViuTV原創劇                                       |
| 5月26日  | 20   | 香港     | 光明大押           | 呂爵安、謝君豪、練美娟、廖子妤、何啟華、柯煒林 | 關信輝        | 謝君豪               | ViuTV原創劇                                       |
| 7月28日  | 15   | 香港     | 社畜再培訓先導計劃 | 王智德、林宣妤、楊雅文、麥沛東、樊沛珈、羅允芝、唐浩然、陳子豐、陳安立、周祉君、栢天男                                                                       | 羅金翡        | 林建祥 廖晉碩        | ViuTV原創劇 由Studio VO製作和出品                 |
| 8月18日  |      | 香港     | 翻盤下半場         | 黃浩然、周家怡、歐鎮灝、黃祥興、沈殷怡、葉振弘、黃宇詩、岑樂怡、魯文傑、敖嘉年、張達倫、王頌茵、陳鎮亨、王智騫、黃詠霖                                       | 龍文康        | 葉鎮輝               | ViuTV原創劇由Studio VO製作和出品 前稱《數字人生》 |

## 拍攝完成
| 拍攝完畢日期 | 集數 | 產地 | 劇名    | 主演                                                                                   | 編審          | 監製   | 備註        |
| 2024年10月   |      | 香港 | 存酒人  | 楊樂文、邱傲然、夏韶聲、朱栢謙、徐㴓喬、安柔潔                                         | 彭志海        | 簡君晉 | ViuTV原創劇 |
| 2025年1月    | 15   | 香港 | IT狗2.0 | 凌文龍、陳漢娜、楊樂文、岑珈其、陳湛文、余逸思、陳瑞輝、李靖筠、林家熙、邱士縉、梁仲恆 | 李卓風 唐翠萍 | 簡君晋 | ViuTV原創劇 |

## 即將拍攝／拍攝中
| 開始拍攝日期 | 集數 | 產地 | 劇名 | 主演 | 編審 | 監製 | 備註 |

## 計劃中
| 開始拍攝日期 | 集數 | 產地 | 劇名 | 主演 | 編審 | 監製 | 備註 |